# Nanna Ullman
Vigga Nanna Johansen Ullman (født 2. maj 1888 i København, død 21. maj 1964 i Göteborg.) var en dansk billedhugger.
Nanna Johansen Ullman var datter af maleren Viggo Johansen og Martha Kirstine Møller. I 1920'erne mødte hun den svenske kunstnerkollega, maleren Sigfrid Ullman, som hun senere giftede sig med. Parret flyttede til Göteborg i 1929, hvor Sigfrid Ullman arbejdede som lærer på Valands malerskole frem til 1938.

## Uddannelse
Udlært snedkersvend hos Brødrene Eriksson, Arvika, Sverige. Kunstakademiet i København 1912-1914, senere elev af billedhuggeren, professor Julius Schultz.

## Kunstnerisk virke
Efter uddannelsen på Kunstakademiet rejste og arbejdede Nanna Johansen Ullman i længere perioder i udlandet, herunder i Italien, hvor hun eksempelvis boede i Rom 1924-28. Inden da var hun engageret i det danske kunstliv. Tidligt fik hun værker anerkendt på de censurerede udstillinger i København, Kunstnernes Efterårsudstilling og Charlottenborgs Forårsudstilling. Hun arbejdede med iagttagelsen af naturen, som resulterede i "en fast og sluttet helhedsvirkning, forenet med en nøje gengivelse af modellens karakteristika", som kunsthistorikeren Dorthe Falcon Møller beskriver det i Weilbachs Kunstnerleksikon.
I 1916 havde Nanna Johansen været blandt de 25 kunstnere, der skrev under på et opråb til danske kvindelige kunstnere om at give møde den 7. februar til stiftelsen af en faglig forening for kvindelige kunstnere. Foreningen blev dannet og fik navnet Kvindelige Kunstneres Samfund. Nanna Johansen blev valgt ind i bestyrelsen i 1918 og genvalgtes til 1922.
Een af foreningens første store satsninger var Kvindelige Kunstneres Retrospektive Udstilling i 1920, og Nanna Johansen var med i den forberedende komité, sammen med Bertha Dorph, Marie Henriques, Helvig Kinch, Karen Hannover m.fl. Hun deltog selv i udstillingen med tre værker: "Venus og Amor", gips, "Hoved i Sandsten" og "Dreng i Bronze".
I 1926 vistes på Kunstindustrimuseet 10-års jubilæumsudstillingen for Kvindelige Kunstneres Samfund: Dansk - Norsk og Svensk Kunsthaandværk. Det var den første udstilling i det nye Kunstindustrimuseum, og det var første gang, kvindelige kunstnere viste deres kunstindustrielle arbejder i København. Inviterede var kunstnere og kunsthåndværkere fra Norge og Sverige, og udstillingen modtog støtte fra Det Lachmannske Fond. I udstillingen deltog Nanna Johansen med et enkelt værk, katalognr. 129, en Cigaretslukker.
Under sit efterfølgende ophold i Rom modellerede Nanna Johansen i 1926 en portrætbuste af Benito Mussolini. Processen blev udførligt beskrevet i flere danske og italienske dagblade. Herning Avis omtalte udstillingen i den skandinaviske forenings lokaler i Rom i 1927. Her udstilledes portrætbusten sammen med et Mussoliniportræt af den svenske kunstner Oskar Johannesson (1883-1963): "Hun [Nanna Johansen, red.] fremstiller Italiens diktator som den noget trætte, desillusionerede, moderne statsmand. I modsætning hertil møder svenskeren Oskar Johannesson med en buste, der forestiller Mussolini som den temperamentsfulde revolutionsleder."
Fra efteråret 1929 var Nanna Johansen Ullman bosat i Göteborg sammen med sin mand, Sigfrid Ullman. Hun fortsatte sin karriere som billedhugger, og flere af hendes skulpturer fandt plads i det offentlige rum samt på kunstmuseer.

## Udstillinger
- Kunstnernes Efterårsudstilling 1911, 1913-15, 1917-19
- Charlottenborgs Forårsudstilling 1915-1926, 1928-29, 1937
- 1920 Kvindelige Kunstneres Retrospektive Udstilling, Den Frie Udstillings Bygning
- 1926 Kvindelige Kunstneres Samfunds Udstilling i Kunstindustrimuseet Dansk - Norsk og Svensk Kunsthaandværk
- 1927 Skandinavisk Udstilling, Pension Dinesen, Rom
- 1929 Det danske Kunststævne, Forum
- 1932 Göteborg
- 1934 Oslo
- 1936, 1946 Lidköping
- 1944 Borås
- 1952 Danske Kunstnerslægter, Charlottenborg
- 1946 Separatudstilling i Konsthallen, Göteborg, sammen med maleren Ivan Jordell[1]

## Værker i offentlig eje
- Fontæne, bronzegruppe, Palmehuset, Göteborg
- Guttehoved, gips 1932, Nasjonalgalleriet, Oslo
- Buste af Sigfrid Ullman, bronze, 1930erne, Mjellby Konstmuseum
- Tobias, bronze, udst. 1937, Nasjonalgalleriet Oslo
- Ruth, sten 1940, Göteborgs Konstmuseum
- Maleren Per Lindekrantz, bronze 1939, Nationalmuseum, Stockholm[1]

- "Diskussion" i Gøteborg
- "Till minne av Gustaf Ullman" i Varberg
- "Skolflicka" på Kyrkbytorget i Göteborg
- "Hästen och bonden" i Varberg

## Hæder
- Akademiets lille guldmedalje 1916
- Akademiets stipendier 1915-18[1]